# Куп Југославије у фудбалу 1970/71.
Куп Југославије у фудбалу 1970/71. је такмичење у коме је учествовало укупно 2542 екипа из СФРЈ. У завршницу се пласирало 16 клубова (и то 7 из СР Србије, 4 из СР Хрватске, 2 из СР Босне и Херцеговине и по један клуб из СР Црне Горе, СР Македоније и СР Словеније).
Завршно такмичење је почело 28. фебруара 1971. и трајало је до 26. маја 1971. када је одиграна друга финална утакмица.

## Осмина финала
| Утак. | Клуб, Место           | Резултат       | Клуб, Место         |
| ----- | --------------------- | -------------- | ------------------- |
| 1.    | Црвена звезда Београд | 2:0            | Војводина Нови Сад  |
| 2.    | Бор                   | 2:1            | Напредак Крушевац   |
| 3.    | Вележ Мостар          | 5:0            | Осијек              |
| 4.    | Ријека                | 3:2 (2:2, 1:0) | Хајдук Сплит        |
| 5.    | Олимпија Љубљана      | 1:2 (1:1, 0:1) | ОФК Београд         |
| 6.    | Слобода Тузла         | 1:0            | Дубочица Лесковац   |
| 7.    | Ловћен Цетиње         | 1:2            | Динамо Загреб       |
| 8.    | Вардар Скопље         | 0:2            | Раднички Крагујевац |

## Четрвртфинале
| Утак. | Клуб, Место           | Резултат | Клуб, Место         |
| ----- | --------------------- | -------- | ------------------- |
| 1.    | Црвена звезда Београд | 2:0      | Бор                 |
| 2.    | Вележ Мостар          | 6:1      | Ријека              |
| 3.    | ОФК Београд           | 1:2      | Слобода Тузла       |
| 4.    | Динамо Загреб         | 2:0      | Раднички Крагујевац |

## Полуфинале
| Утак. | Клуб, Место           | Резултат | Клуб, Место   |
| ----- | --------------------- | -------- | ------------- |
| 1.    | Црвена звезда Београд | 4:0      | Вележ Мостар  |
| 2.    | Слобода Тузла         | 1:0      | Динамо Загреб |

## Финале
| Победник Купа Југославије у фудбалу 1970/71. |
| -------------------------------------------- |
| ФК Црвена звезда 9. титула.                  |

### прва утакмица
| Утак. | Клуб, Место   | Резултат | Клуб, Место           |
| ----- | ------------- | -------- | --------------------- |
| 1.    | Слобода Тузла | 0:4      | Црвена звезда Београд |

| Домаћи клуб                              | Резултат | Гостујући клуб |
| ---------------------------------------- | --- | --- |
| Слобода Тузла                            | 0:4 (0:2) | Црвена звезда Београд |
| Датум                                    | 12. мај, 1971. | 12. мај, 1971. |
| Стадион                                  | Стадион Тушањ, Тузла | Стадион Тушањ, Тузла |
| Гледалаца                                | 8.000 | 8.000 |
| Судија                                   | Ратко Чанак (Београд) | Ратко Чанак (Београд) |
| ФК Слобода (тренер: Јосип Дуванчић)      | Ризах Мешковић, Александар Миличић, Радомир Јовичић, Фахрудин Авдичевић, Фарук Пашић, Јусуф Хатунић, Мухамед Главовић (Тихомир Трифуновић), Часлав Јевремовић (Фуад Мулахасановић), Омер Јусић, Мустафа Хукић, Душан Јовановић   | Ризах Мешковић, Александар Миличић, Радомир Јовичић, Фахрудин Авдичевић, Фарук Пашић, Јусуф Хатунић, Мухамед Главовић (Тихомир Трифуновић), Часлав Јевремовић (Фуад Мулахасановић), Омер Јусић, Мустафа Хукић, Душан Јовановић   |
| ФК Црвена звезда (тренер: Миљан Миљанић) | Ратомир Дујковић, Бранко Кленковски, Петар Кривокућа, Зоран Антонијевић, Мирослав Павловић (Михаљ Кери), Владислав Богићевић, Слободан Јанковић (Миле Новковић), Станислав Караси, Зоран Филиповић, Јован Аћимовић, Драган Џајић | Ратомир Дујковић, Бранко Кленковски, Петар Кривокућа, Зоран Антонијевић, Мирослав Павловић (Михаљ Кери), Владислав Богићевић, Слободан Јанковић (Миле Новковић), Станислав Караси, Зоран Филиповић, Јован Аћимовић, Драган Џајић |
| Стрелци                                  | 0-1 Џајић 39', 0:2 Филиповић 44', 0:3 Џајић 53', 0:4 Караси 65' | 0-1 Џајић 39', 0:2 Филиповић 44', 0:3 Џајић 53', 0:4 Караси 65' |

### друга утакмица
| Утак. | Клуб, Место           | Резултат | Клуб, Место   |
| ----- | --------------------- | -------- | ------------- |
| 2.    | Црвена звезда Београд | 2:0      | Слобода Тузла |

| Домаћи клуб                              | Резултат | Гостујући клуб |
| ---------------------------------------- | --- | --- |
| Црвена звезда Београд                    | 2:0 (1:0) | Слобода Тузла |
| Датум                                    | 26. мај, 1971. | 26. мај, 1971. |
| Стадион                                  | Стадион Црвена звезда, Београд | Стадион Црвена звезда, Београд |
| Гледалаца                                | 8.000 | 8.000 |
| Судија                                   | П. Костовски (Скопље) | П. Костовски (Скопље) |
| ФК Црвена звезда (тренер: Миљан Миљанић) | Ратомир Дујковић, Бранко Кленковски, Петар Кривокућа, Зоран Антонијевић, Мирослав Павловић, Владислав Богићевић, Слободан Јанковић, Стеван Остојић, (Трифун Михајловић), Зоран Филиповић, Јован Аћимовић, Станислав Караси (Драган Џајић) | Ратомир Дујковић, Бранко Кленковски, Петар Кривокућа, Зоран Антонијевић, Мирослав Павловић, Владислав Богићевић, Слободан Јанковић, Стеван Остојић, (Трифун Михајловић), Зоран Филиповић, Јован Аћимовић, Станислав Караси (Драган Џајић) |
| ФК Слобода (тренер: Јосип Дуванчић)      | Ризах Мешковић, Александар Миличић, Радомир Јовичић, Фахрудин Авдичевић, Фарук Пашић, Ђорђе Герум, Душан Јовановић (Алберто Алтарац), Фуад Субашић, Омер Јусић (Мухамед Главовић), Тихомир Трифуновић, Часлав Јевремовић                  | Ризах Мешковић, Александар Миличић, Радомир Јовичић, Фахрудин Авдичевић, Фарук Пашић, Ђорђе Герум, Душан Јовановић (Алберто Алтарац), Фуад Субашић, Омер Јусић (Мухамед Главовић), Тихомир Трифуновић, Часлав Јевремовић                  |
| Стрелци                                  | 1-0 Јанковић 29', 2:0 Филиповић 80' | 1-0 Јанковић 29', 2:0 Филиповић 80' |

## Резултати победника Купа Југославије 1970/71. уКупу победника купова 1971/72
| Ранг         | Клуб            | Држава          | укупан рез. | Држава | Клуб          | 1. утак. | 2. утак. |
| ------------ | --------------- | --------------- | ----------- | ------ | ------------- | -------- | -------- |
| Прво коло    | Комлои Баниаж   | Мађарска        | 4:8         | СФРЈ   | Црвена звезда | 2:7      | 2:1      |
| Друго коло   | Спарта Ротердам | Холандија       | 2:3         | СФРЈ   | Црвена звезда | 1:1      | 1:2      |
| Четвртфинале | Динамо Москва   | Совјетски Савез | 3:2         | СФРЈ   | Црвена звезда | 2:1      | 1:1      |